# 平鲁城墙
平鲁城墙位于中国山西省朔州市平鲁区凤凰城镇，为原平虏卫城墙。平鲁城墙至今尚存。

## 历史
明成化十七年（1481年），设平虏卫，并筑土城垣。弘治十一年（1498年），东西两面城墙外包城砖。1572年至1574年，南北两面城墙外包城砖。万历十五年（1587年），筑南关土城。
原平鲁县政府曾驻此地，1951年迁往井坪城。

## 形制
城垣周长3150米，高12米，设东、西、南三门。